# Juan Castellar y de Borja

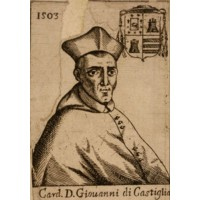
Kardinal Juan Castellar y de Borja (Druck)

Juan Castellar y de Borja (* 1441 in Valencia; † 1. Januar 1505 ebenda) war ein Kardinal der katholischen Kirche.

## Leben

Kardinalswappen (modernes Schema)

Der Neffe Papst Alexanders VI. wurde am 23. August 1493 Erzbischof von Trani und am 31. Mai 1503 zum Kardinal in pectore erhoben. Nachdem der Papst seinen Namen am 2. Juni gleichen Jahres veröffentlicht hatte, machte er ihn am 12. Juni zum Kardinalpriester der Titelkirche Santa Maria in Trastevere. Am 9. August 1503 verließ er das Erzbistum Trani und begann am Erzbistum Monreale.